# Будинок культури (Ірпінь)
Центральний будинок культури міста Ірпінь — будинок культури, відкритий 7 листопада 1954 року в місті Ірпінь Київської области. Розташований за адресою: вулиця Соборна, 183. Будівля є пам'яткою культурної спадщини.

## Історія
Спорудження Центрального будинку культури почалося влітку 1952 року за ініціативою робітничого колективу Бучанського цегляно-черепичного заводу. Збудований силами, будівельними матеріалами та коштом трудового колективу, Будинок культури відкритий 7 листопада 1954 року. На той час був одним з перших подібних закладів, збудованих в Україні після Другої світової війни.
Споруда виконана у стилі сталінського ампіру, головний фасад оздоблений ліпниною переважно на рослинну тематику, двома скульптурами та чотириколонним портиком з аркою між двох колон. На замковому камені — ліпнина книги навколо рослинности.
В Будинку були облаштовані: глядацька зала на 484 місця, фоє, гримерна. Працювали вокальна, декілька танцювальних та театральних студій, студія образотворчого мистецтва, клуб англійської культури. Проводились культурні та мистецькі заходи, здійснювалась урочиста реєстрація шлюбів.

## Сучасний стан

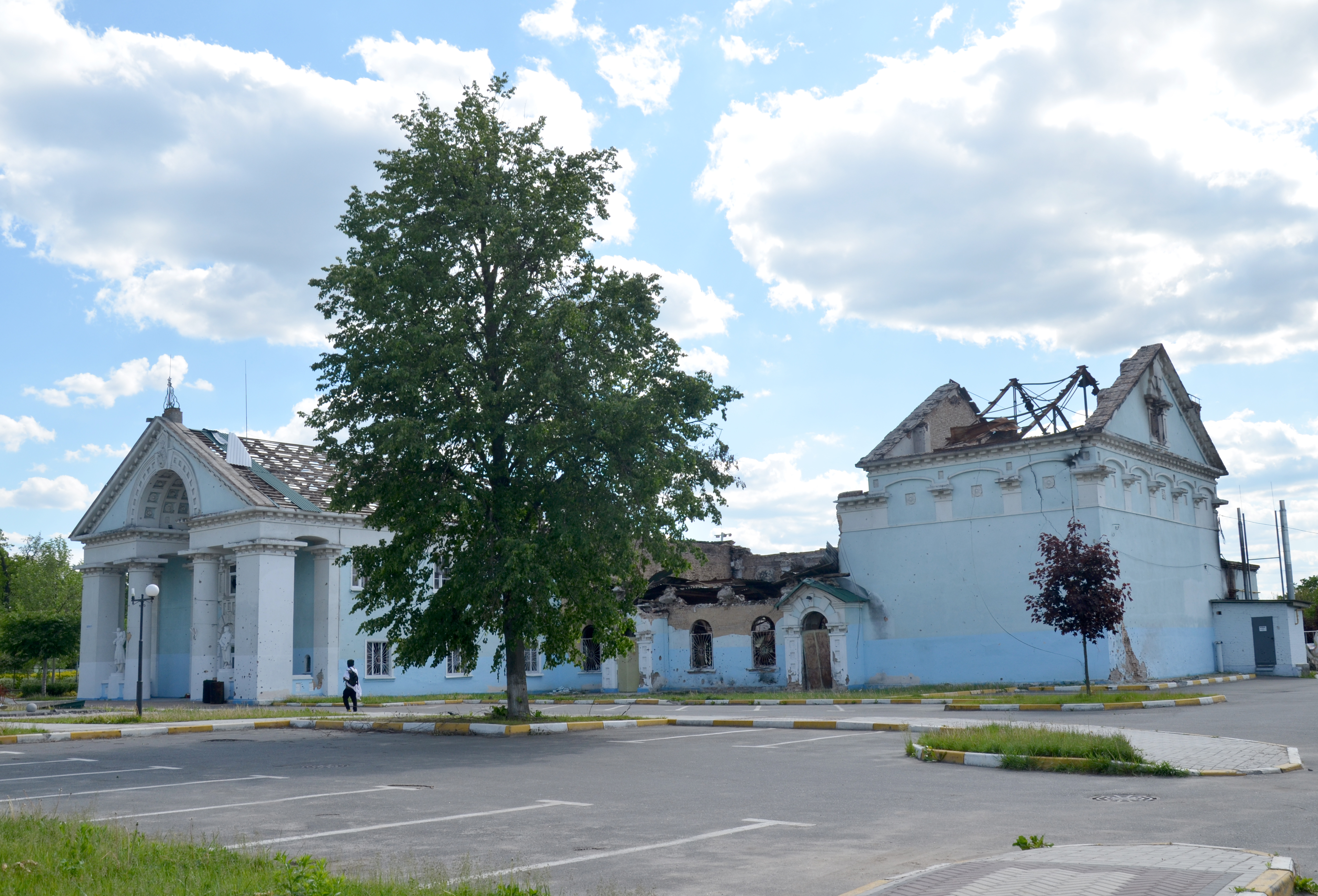
Будівля після влучання російської ракети

В ході боїв за Ірпінь під час повномасштабного російського вторгнення, Будинок культури зазнав значних руйнувань: пошкоджені фасади, перекриття будівлі; найбільше постраждала глядацька зала.
Після деокупації міста, на знак пошани та підтримки українців, 26 квітня 2022 року, біля Будинку культури відбувся виступ відомого литовського піаніста Даріуса Мажинтаса; фасад будинку та зруйновані стіни зняті у кліпі англійського співака Еда Ширана у співпраці з українським гуртом «Антитіла».
Розроблений проєкт реконструкції; міжнародною організацією ЮНЕСКО Центральний будинок культури внесений до списку культурних об'єктів, що постраждали за час російського повномасштабного вторгнення.